# Brigade des forces spéciales (Tunisie)
La brigade des forces spéciales est un ensemble d'unités d'élites de l'armée de terre tunisienne spécifiquement formées, instruites et entraînées pour mener un éventail de missions particulières, allant des opérations spéciales dans le cadre d'un conflit classique à celles relevant de la guerre non conventionnelle.

## Histoire
Héritières de la légion sacrée de Carthage, les unités spéciales ont toujours fait partie de l'armée de terre tunisienne dès sa constitution en juin 1956, mais c'est le 1er avril 1965 que la première unité dédiée est constituée en régiment. Gagnant en importance, cette unité est érigée le 1er mai 1980 en groupement centralisant toutes les structures concernées, dénomination qui est changée le 1er octobre 1983 en brigade.

## Organisation
La brigade s'organise en deux composantes complémentaires : les forces d'opérations spéciales et les commandos parachutistes.

## Formation
Les examens d'entrée sont programmés selon les besoins de chaque unité. Lors d'une session de recrutement, 100 candidats sont sélectionnés en moyenne, des critères très sélectifs étant fixés dans chaque unité par un comité de sages et d'officiers.
Leurs formations comprennent trois niveaux de brevets de spécialité (BS) :
- BS1 : il dure entre deux et trois mois, précédé généralement d'un pré-stage de deux à trois semaines d'exercices de résistance physique et mentale[3]. Le taux de réussite se situant entre 10 % et 15 %, le second examen est programmé lorsque le nombre de titulaires du BS1 le permet[3].
- BS2 : il dure entre trois et quatre mois, précédé d'un pré-stage qui peut durer un mois d'exercices physiques et techniques. Le taux de réussite est d'environ 70 %, les 30 % restants étant généralement éliminés pour des causes physiques ou psychologiques[3]. Le troisième examen est programmé lorsque le nombre de titulaires de BS2 le permet[3].
- BS3 : il dure quatre à six mois, précédé d'un pré-stage qui peut durer un mois d'exercices techniques et de simulations[3]. Le taux de réussite est d'environ 70 %, les 30 % restants étant généralement éliminés pour cause de blessures[3].

## Missions
La brigade est spécifiquement chargée des missions d'action commando, de reconnaissance spéciale et de contre-terrorisme.
Si le quartier général est établi à Menzel Jemil, des unités sont déployées sur l'ensemble du territoire, opérant en synergie avec les différentes formations des forces armées tunisiennes et collaborant avec les forces de sécurité intérieure. À la demande de l'état-major de l'armée de terre, dont relève la brigade, les unités des forces spéciales sont en mesure d'intervenir en moins de quinze minutes.

## Équipements
- Sikorsky UH-60M Black Hawk[4] ;
- C-130J-30 Super Hercules[5] ;
- Humvee[6] ;
- Edjer Yalçin[7] ;
- BMC Kirpi[7].